# ويندي كارلوس
ويندي كارلوس (بالإنجليزية: Wendy Carlos )‏ (و. 1939  م) ملحنة، وموسيقيّة، ومؤلفة موسيقى تصويرية، من الولايات المتحدة، في بوتكيت.

## التعليم
تعلمت في جامعة براون، وجامعة كولومبيا.

## وصلات خارجية
- ويندي كارلوس على موقع IMDb (الإنجليزية)
- ويندي كارلوس على موقع الموسوعة البريطانية (الإنجليزية)
- ويندي كارلوس على موقع ألو سيني (الفرنسية)
- ويندي كارلوس على موقع ميوزك برينز (الإنجليزية)
- ويندي كارلوس على موقع إن إن دي بي (الإنجليزية)
- ويندي كارلوس على موقع أول ميوزيك (الإنجليزية)
- ويندي كارلوس على موقع ديسكوغز (الإنجليزية)
- ويندي كارلوس على موقع ديسكوغز (الإنجليزية)
- ويندي كارلوس على موقع قاعدة بيانات الفيلم (الإنجليزية)